# Seth (groupe)
Pour les articles homonymes, voir Seth (homonymie).
Seth est un groupe de black metal français, originaire de Bordeaux, en Gironde. Le groupe publie en 1996 sa première démo intitulée Apocalyptic Desires, suivie par un premier album studio Les Blessures de l'âme. Après la publication de son quatrième album studio, Era - Decay, en 2004, le groupe revient officiellement en 2013 avec un cinquième album studio, intitulé The Howling Spirit.

## Biographie
Seth est formé en 1995 à Bordeaux, en Gironde. Un an plus tard, en 1996, sort la première démo du groupe intitulée Apocalyptic Desires au label Drakkar Productions. « Très honnêtement, j'étais inspiré par tous les groupes norvégiens du moment. Ça paraît classique de dire ça mais c'est vrai. Darkthrone, Gorgoroth, Enslaved. Tous les albums d'Osmose, il n'y avait que ça à l'époque », explique le guitariste Heimoth. En 1997 sort leur mini-album By Fire, Power Shall Be....
En 1998, le groupe publie son tout premier album studio intitulé Les Blessures de l'âme au label Season of Mist. Il est suivi, en 2000, par un deuxième album intitulé The Excellence. En 2001, le groupe participe à un album en hommage à Mayhem intitulé A Tribute To Mayhem: Originators of the Northern Darkness, publié au label Avantgarde Music. En 2002 sort le troisième album studio du groupe, Divine X aux labels Osmose Productions et Tripsichord.
En janvier 2004, le groupe révèle le titre de son quatrième album, Era-Decay, annoncé au label Avantgarde Music. Ils annoncent également leur retour aux Pays-Bas pour affiner le mixage audio fin janvier, et leur arrivée au Mega Wimp Studio en Allemagne pour le mastering. À sa sortie le 9 septembre 2004, Era-Decay est relativement bien accueilli par la presse spécialisée,,.
En février 2005, ils sont annoncés pour l'album-hommage à Immortal qui paraitra au label grec Townsend Avalanche Music. Le groupe est également le premier groupe de Black Metal Français à jouer à l'Inferno Festival, organisé à Oslo, en Norvège, les 24 et 26 mars 2005, aux côtés notamment de Mortiis, Amon Amarth, Aura Noir et Tsjuder. Cette même année, le groupe se sépare. En 2006, le guitariste Heimost poste sur le site officiel du groupe que l'avenir du groupe est incertain.
En septembre 2011, le groupe joue un concert exclusif en Allemagne et en tête d'affiche, avec le légendaire Bethlehem. Après des années d'absence, le groupe revient avec un cinquième album studio intitulé The Howling Spirit.
En mai 2021, le groupe sort La morsure du Christ chez Season of Mist. L'album se veut comme la suite conceptuelle du premier album Les Blessures de l'Âme.

## Membres

### Membres actuels
- Saint Vincent - chant (depuis 2016)[1]
- Heimoth - clavier, guitare (1995-2005, depuis 2011)[1]
- Alsvid - batterie (1995-2005, depuis 2011)[1]
- Drakhian - guitare (depuis 2018)[1]
- Esx VNR - basse (depuis 2020)[1]
- Pierre Le Pape - claviers (depuis 2019)[1]

### Anciens membres
- Faucon Noir - basse (1995-2000)[1]
- Vicomte Vampyr Arkames  - chant (1995-2001)[1]
- Helldryk - basse (2001-2005, 2011-2012)[1]
- Nacht - chant, guitare (2001-2003)[1]
- Eguil Voisin - basse (depuis 2012)[1]
- Black Messiah - chant (2003-2005, 2011-2014)[1]
- Cyriex - guitare (2003-2005, 2011-2018)[1]

## Discographie

### Albums studio
- 1998 - Les Blessures de l'âme
- 2000 - The Excellence
- 2002 - Divine X
- 2004 - Era - Decay
- 2013 - The Howling Spirit
- 2021 - La morsure du Christ
- 2024 - La France des Maudits

### Compilatons et Albums en public
- 2003 - Nastivity (Compilation 1996/1997 : Démos de "Apocalyptic Desires" et de l'EP "By Fire, Power Shall Be...")
- 2019 - Les Blessures de l'âme : XX Ans de Blasphème (Concert enregistré aux Feux de Beltane, Bretagne en 05/20219)